# پتهان کوت، پاکستان
پتهان کوت (به انگلیسی: Pathan Kot) یک شهرک در پاکستان است که در چنیوت، پاکستان واقع شده‌است.